# Muelle de los Bueyes
Muelle de los Bueyes é um município da Nicarágua, situado na Região Autônoma da Costa Caribe Sul. Tem 1,380 km² de área e sua população em 2020 foi estimada em 24.366 habitantes.